# نيت تومسون
نيت تومسون (بالإنجليزية: Nate Thompson)‏ هو لاعب هوكي الجليد أمريكي، ولد في 5 أكتوبر 1984 في أنكوريج في الولايات المتحدة.

## وصلات خارجية
- نيت تومسون على موقع دوري الهوكي الوطني (الإنجليزية)
- نيت تومسون على موقع EliteProspects.com (الإنجليزية)
- نيت تومسون على موقع HockeyDB.com (الإنجليزية)
- نيت تومسون على موقع Hockey-Reference.com (الإنجليزية)